# Cartão de memória

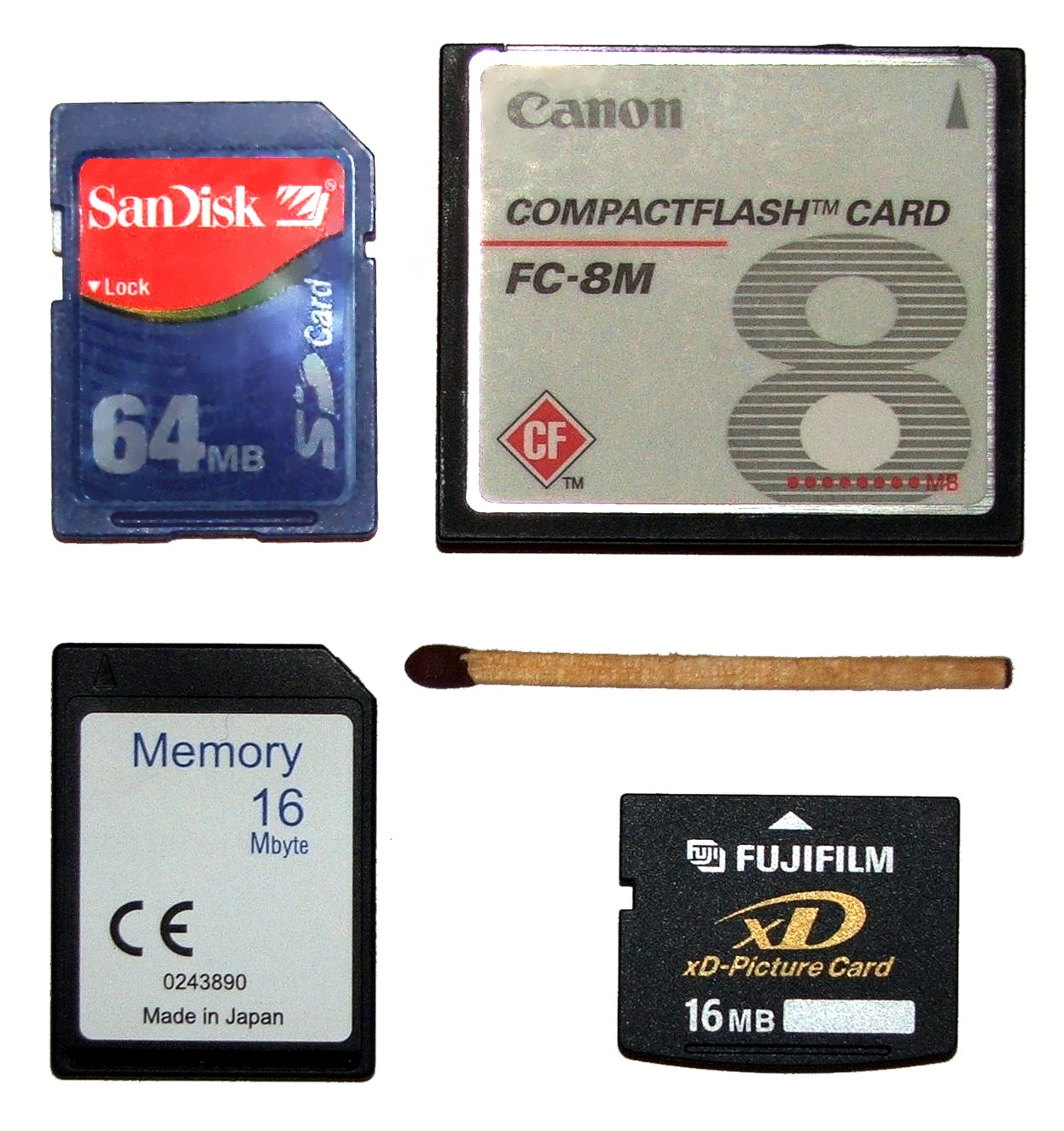
Modelos diversos de cartões de memória ao lado de um fósforo; em sentido horário a partir do topo, CompactFlash, xD-Picture Card, MultiMediaCard e Secure Digital Card.

Cartão de memória ou cartão de memória flash é um dispositivo de armazenamento de dados com memória flash utilizado em consoles de videogames, câmeras digitais, telefones celulares, palms/PDAs, MP3 players, computadores e outros aparelhos eletrônicos. Podem ser regravados várias vezes, não necessitam de eletricidade para manter os dados armazenados, são portáteis e suportam condições de uso e armazenamento mais rigorosos que outros dispositivos baseados em peças móveis.
| Nome                         | Acrónimo | Dimensões          | DRM       |
| ---------------------------- | -------- | ------------------ | --------- |
| PC Card                      | PCMCIA   | 85,6 × 54 × 3,3 mm | Não       |
| CompactFlash I               | CF-I     | 43 × 36 × 3,3 mm   | Não       |
| CompactFlash II              | CF-II    | 43 × 36 × 5,5 mm   | Não       |
| SmartMedia                   | SMC      | 45 × 37 × 0,76 mm  | Não       |
| Memory Stick                 | MS       | 50 × 21,5 × 2,8 mm | MagicGate |
| Memory Stick Duo             | MS Duo   | 31 × 20 × 1,6 mm   | MagicGate |
| Memory Stick Micro           | M2       | 15 × 12,5 × 1,2 mm | MagicGate |
| MultiMediaCard               | MMC      | 32 × 24 × 1,5 mm   | Não       |
| Reduced Size MultiMediaCard  | RS-MMC   | 16 × 24 × 1,5 mm   | Não       |
| MMCmicro Card                | MMCmicro | 12 × 14 × 1,1 mm   | Não       |
| Secure Digital Card          | SD       | 32 × 24 × 2,1 mm   | CPRM      |
| Secure Digital High Capacity | SDHC     | 32 × 24 × 2,1 mm   | CPRM      |
| miniSD                       | miniSD   | 21,5 × 20 × 1,4 mm | CPRM      |
| microSD                      | µSD      | 11 × 15 × 1 mm     | CPRM      |
| xD-Picture Card              | xD       | 20 × 25 × 1,7 mm   | Não       |

## Memory cards

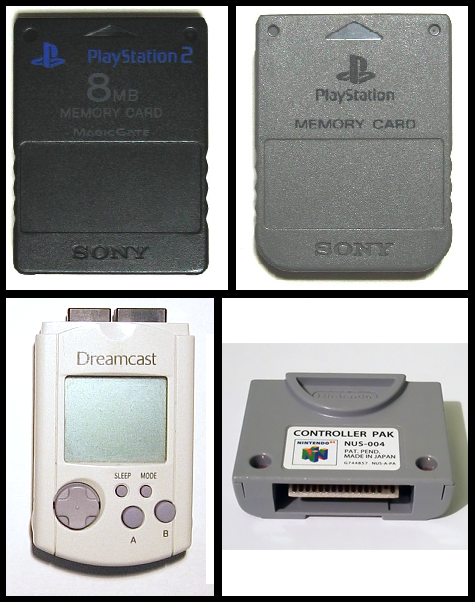
Memory cards de PlayStation 2, PlayStation, Visual Memory Unit do Dreamcast, e Controller Pak do Nintendo 64 (da esquerda para a direita).

Com o advento dos jogos distribuídos em discos óticos, os consoles de videogame adotaram como solução de armazenamento de dados os cartões de memória, conhecidos como memory cards (no Brasil) – apesar de ter sido adotado também no console Neo Geo em 1990 para troca de dados entre as versões doméstica e arcade.
As capacidades listadas entre parênteses se referem aos cartões originais.
- Microsoft Xbox:
  - Xbox Memory Unit (8 MB).
  - Xbox 360 Memory Unit (64 MB, versão 256 MB anunciada).
- Nintendo:
  - Nintendo 64 Controller Pak (32 KB, dividido em 123 páginas).
  - Nintendo GameCube Memory Card (versões com 59, 251 e 1 019 blocos).
    - Pode utilizar também cartões Secure Digital com um adaptador.

  - Nintendo Wii compatível com memory cards do GameCube Memory Card e cartões Secure Digital.
- Sega Dreamcast Visual Memory Unit (VMU) (128 KB divididos em 200 blocos):
  - Teve também uma versão sem LCD e capacidade quatro vezes maior (dividido em quatro partes de 200 blocos/128 KB).
- Sony PlayStation:
  - PlayStation Memory Card (128 KB dividido em 15 blocos).
  - O PocketStation pode ser usado como um cartão de memória PlayStation.
  - PlayStation 2 Memory Card (8 MB).
  - PlayStation Portable: cartões Memory Stick Duo e Memory Stick Duo Pro (cartão de 32 MB incluído nas versões mais baratas; cartão de 1 GB incluído nos pacotes Giga e Entertainment).